# دیمیتری گلادکی
دیمیتری گلادکی (انگلیسی: Dimitri Gladki؛ زاده ۱۹ اکتبر ۱۹۱۱ – درگذشته ۲۷ اکتبر ۱۹۵۹) سیاست‌مدار اهل مولداوی بود.
دیمیتری گلادکی در ۲۷ اکتبر ۱۹۵۹، در سن ۴۸ سالگی درگذشت.
وی همچنین برندهٔ جوایزی همچون نشان لنین شده‌است.